# Gospodarka leśna
Treść tego artykułu od 2025-05 należy opracować w taki sposób, aby nie uwypuklała nadmiernie polskiej specyfiki / aby nie zawężała się tylko do polskich warunków
Dokładniejsze informacje o tym, co należy poprawić, być może znajdują się w dyskusji tego artykułu.
 Po wyeliminowaniu niedoskonałości należy usunąć szablon {{Dopracować}} z tego artykułu.

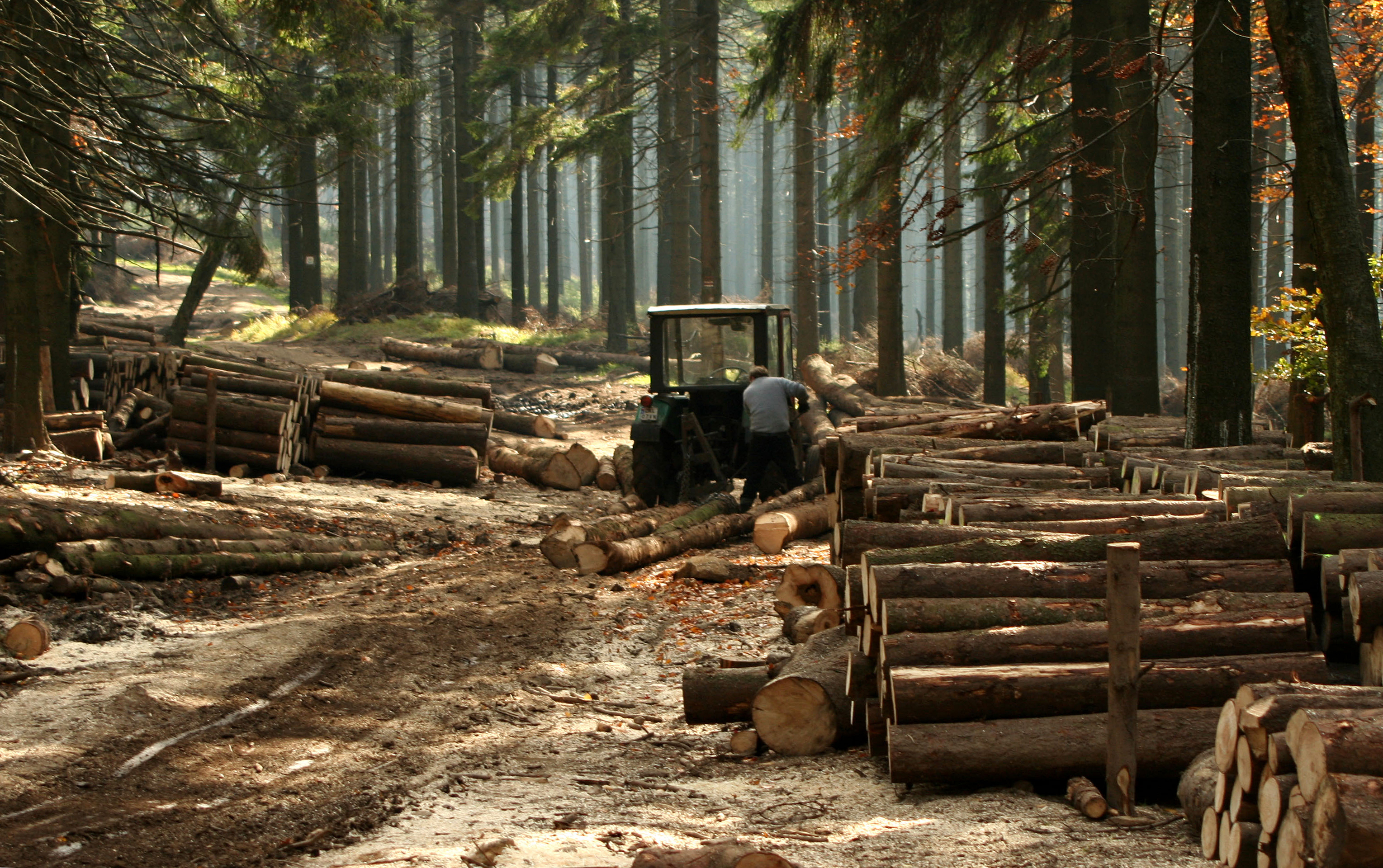
Zrywka drewna

Gospodarka leśna – gałąź gospodarki narodowej obejmująca użytkowanie lasu (głównie produkcję drewna) oraz działania związane z utrzymaniem trwałości drzewostanów w warunkach ich eksploatacji: hodowlę, ochronę, utrzymanie i powiększanie zasobów leśnych, a także gospodarowanie zwierzyną leśną. Dodatkowymi elementami gospodarki leśnej są: pozyskiwanie płodów runa leśnego, choinek, roślin leczniczych oraz realizacja pozaprodukcyjnych funkcji lasu, związanych z ochroną powietrza, wód i gleby.
Gospodarkę leśną prowadzi się według zasad:
- powszechnej ochrony lasów,
- trwałości utrzymania lasów,
- ciągłości i zrównoważonego wykorzystania wszystkich funkcji lasów,
- powiększania zasobów leśnych.

Gospodarka leśna realizowana jest na podstawie:
- ustawy o lasach (Dz.U. z 2024 r. poz. 530),
- polityki leśnej państwa,
- ustawy o zachowaniu narodowego charakteru strategicznych zasobów naturalnych kraju,
- zaleceń konwencji międzynarodowych.

Znaczący wpływ na warunki prowadzenia gospodarki leśnej mają przepisy ustawy o ochronie przyrody.

## Gospodarka leśna w Polsce

### Ustawa o lasach

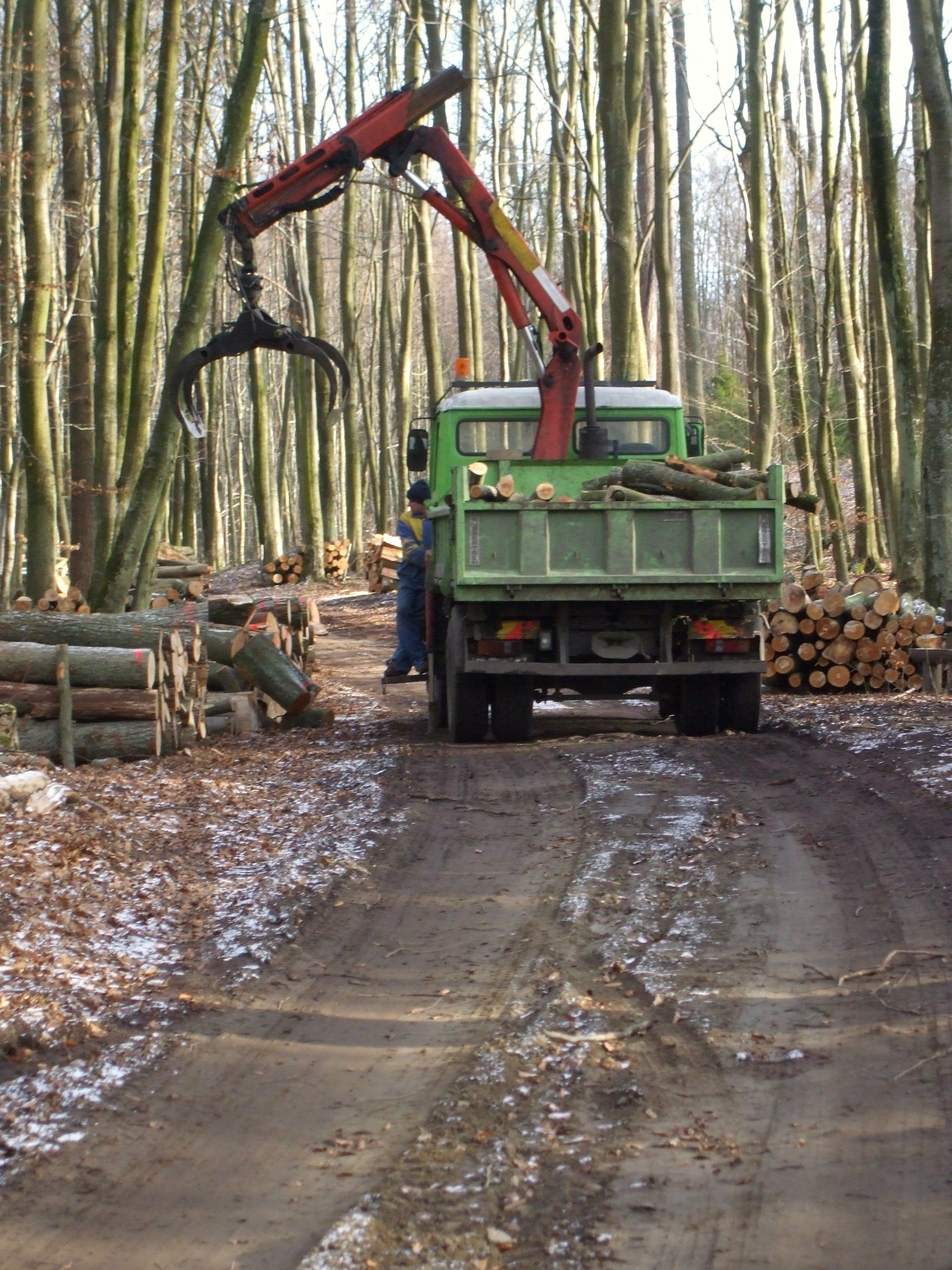
Gospodarka leśna w Polsce

Art. 6 ustawy o lasach definiuje gospodarkę leśną jako "działalność leśną w zakresie urządzania, ochrony i zagospodarowania lasu, utrzymania i powiększania zasobów i upraw leśnych, gospodarowania zwierzyną, pozyskiwania – z wyjątkiem skupu – drewna, żywicy, choinek, karpiny, kory, igliwia, zwierzyny oraz płodów runa leśnego, a także sprzedaż tych produktów oraz realizację pozaprodukcyjnych funkcji lasu". W tym samym artykule ustawa definiuje także trwale zrównoważoną gospodarkę leśną, którą jest: "działalność zmierzająca do ukształtowania struktury lasów i ich wykorzystania w sposób i tempie zapewniającym trwałe zachowanie ich bogactwa biologicznego, wysokiej produkcyjności oraz potencjału regeneracyjnego, żywotności i zdolności do wypełniania, teraz i w przyszłości, wszystkich ważnych ochronnych, gospodarczych i socjalnych funkcji na poziomie lokalnym, narodowym i globalnym, bez szkody dla innych ekosystemów". Gospodarce leśnej ustawa o lasach poświęca w całości odrębny rozdział 2 (art. 7-14).
Ustawa stawia ponad korzyściami ekonomicznymi trwałość i wielofunkcyjność lasów, nie obciążając jednak budżetu państwa kosztami tych działań. Zgodnie z obowiązującą ustawą podstawowym zadaniem Lasów Państwowych jest prowadzenie trwale zrównoważonej gospodarki leśnej, realizowane na podstawie planów urządzania lasu z uwzględnieniem w szczególności następujących celów:
- zachowania lasów i korzystnego ich wpływu na klimat, powietrze, wodę, glebę, warunki życia i zdrowie człowieka oraz równowagę przyrodniczą;
- ochrony lasów, zwłaszcza ekosystemów leśnych stanowiących naturalne fragmenty rodzimej przyrody lub lasów szczególnie cennych ze względu na zachowanie różnorodności przyrodniczej, leśnych zasobów genetycznych, walory krajobrazowe i potrzeby nauki;
- ochrony gleby i terenów szczególnie narażonych na zniszczenie lub uszkodzenie oraz o specjalnym znaczeniu społecznym;
- ochrony wód powierzchniowych, głębinowych i retencji zlewni;
- produkcji, na zasadzie racjonalnej gospodarki, drewna oraz surowców i produktów ubocznego użytkowania lasu.

### Polityka Leśna Państwa
Obecnie cele polityki leśnej (w Polsce) oraz zadania służące ich realizacji zostały sprecyzowane w dokumencie Polityka Leśna Państwa – wydanym przez Ministerstwo Ochrony Środowiska, Zasobów Naturalnych i Leśnictwa zatwierdzonym przez Radę Ministrów w 1997 roku. Nadrzędnym celem polityki leśnej jest wyznaczenie kompleksu działań kształtujących stosunek człowieka do lasu, zmierzających do zachowania w zmieniającej się rzeczywistości przyrodniczej i społeczno-gospodarczej warunków do trwałej w nieograniczonej perspektywie czasowej wielofunkcyjności lasów, ich wszechstronnej użyteczności i ochrony oraz roli w kształtowaniu środowiska przyrodniczego zgodnie z obecnymi i przyszłymi oczekiwaniami społeczeństwa.
Politykę leśną realizują:
- Wojewodowie w lasach prywatnych w zakresie doskonalenia zrównoważonego użytkowania lasów i ich zasobów oraz poprawy stanu lasów prywatnych i nadzoru nad nimi.
- Dyrektor generalny Lasów Państwowych w zakresie doskonalenia metod gospodarowania w lasach państwowych i ich użytkowania, pozwalających na realizację wszystkich wskazanych przez politykę leśną państwa funkcji lasów.
- Biuro Urządzania Lasu i Geodezji Leśnej w zakresie wdrażania w procedurach planistycznych zasad urządzania lasu, skierowanych na osiąganie celów wielofunkcyjnego gospodarstwa leśnego oraz monitorowanie stanu zasobów leśnych i stanu lasów.

Partnerami w realizacji polityki leśnej państwa są jednostki administracji państwowej i samorządowej odpowiedniego szczebla:
- Administracja wojewódzka w zakresie polityki przestrzennego zagospodarowania terenu województw w sposób gwarantujący lasom maksymalną ochronę (ochrona środowiska, zalesienia, zadrzewienia).
- Administracja lokalna i samorządy w zakresie bezpośredniej współpracy z nadleśnictwami i wzajemnej partycypacji w procesach planistycznych (plany urządzania lasów, plany przestrzennego zagospodarowania gminy, plany ochrony parków narodowych, rezerwatów przyrody i parków krajobrazowych), w programach podnoszenia poziomu wiedzy i świadomości ekologicznej społeczności lokalnej.

W polityce leśnej uczestniczą:
- Związki zawodowe działające w obszarze leśnictwa w zakresie ich obowiązków statutowych.
- Uczelnie i Instytuty leśne przez podejmowanie i realizację badań w zakresie ekologicznych i społecznych funkcji lasów oraz harmonizację z nimi technologii i metod produkcji, a także w zakresie realizacji programów edukacji przyrodniczo – leśnej społeczeństwa oraz kształcenia kadr dla leśnictwa.
- Leśne stowarzyszenia naukowo – techniczne (Polskie Towarzystwo Leśne, Stowarzyszenie Inżynierów i Techników Leśnictwa i Drzewnictwa) w zakresie popularyzacji wiedzy leśnej, kreowania opinii i propozycji odnośnie do polityki leśnej państwa.
- Prasa leśna i wydawnictwa leśne w zakresie informacji o lasach, szkolnictwie i polityce leśnej państwa.
- Sejm i Senat w zakresie stanowienia prawa leśnego, odpowiednich zabezpieczeń dla polityki leśnej w budżecie państwa, kontroli realizacji postanowień polityki leśnej i polityki ekologicznej państwa oraz wdrożenia zasad zrównoważonego rozwoju.
- Rząd w zakresie realizacji we wszystkich sektorach polityki ekologicznej państwa, zwłaszcza redukcji zagrożeń dla lasów.

### Ustawa o zachowaniu narodowego charakteru strategicznych zasobów naturalnych kraju
Ustawa ta, do strategicznych zasobów naturalnych kraju zalicza między innymi:
- lasy państwowe,
- zasoby przyrodnicze parków narodowych[3].

## Zalecenia konwencji międzynarodowych
Wśród konwencji międzynarodowych wymieniane są głównie:
- Rezolucja Parlamentu Europejskiego w sprawie strategii leśnictwa Unii Europejskiej (uchwalonej w 1997 roku)[4];
- Zasady leśne uchwalone podczas konferencji Organizacji Narodów Zjednoczonych Środowisko i Rozwój, Rio de Janeiro – 1992 rok[5].

## Ochrona przyrody w gospodarowaniu lasami
Powierzchnie lasów, na których ekosystemy zachowały się w stanie naturalnym lub mało zmienionym poddawane są ochronie w formie parków narodowych lub rezerwatów. Obszary o innych walorach przyrodniczych i krajobrazowych chronione są w formie parków krajobrazowych. Określone siedliska leśne wymagają ochrony w formie obszarów Natura 2000. Dla wszystkich tych form ochrony przyrody sporządza się plany ochrony uwzględniane w planach urządzania lasów.

## Międzynarodowe Certyfikaty
Potwierdzeniem dla Regionalnej Dyrekcji Lasów Państwowych, w skład której wchodzą nadleśnictwa, że lasy na jej terenie są zarządzane poprawnie na każdym etapie – od wysiania nasion w szkółkach leśnych, poprzez wszelkie zabiegi hodowlane i ochronne prowadzone w drzewostanach, do wycinki i sprzedaży drewna włącznie są międzynarodowe certyfikaty:
- FSC  nadawany przez Radę ds. Odpowiedzialnej Gospodarki Leśnej (Forest Stewardship Council).
- PEFC nadawany przez PEFC Polska

Aby otrzymać certyfikat RDLP poddaje się ocenie audytorów. Jedną z jednostek prowadzących audyty w Polsce jest NEPCon. Audytorzy oprócz gospodarki leśnej, oceniają zagadnienia z zakresu: ochrony przyrody, udostępniania lasów dla społeczeństwa, praw pracowniczych, planowania i dokumentowania działalności, relacji z lokalnym społeczeństwem i inne. 
W przypadku certyfikatu FSC, certyfikacja opiera się na Zasadach i Kryteriach Dobrej Gospodarki Leśnej, które opisują, jak powinna wyglądać zrównoważona gospodarka leśna, opierając się na wiedzy pokoleń leśników teoretyków i praktyków, ekologów, zdobyczach współczesnej demokracji oraz podstawowych zasadach funkcjonowania gospodarki leśnej. Członkowie FSC opracowali w 1994 roku zasady i kryteria, które należy spełnić, aby otrzymać certyfikat FSC.
W przypadku certyfikatu PEFC certyfikacja opiera się głównie na obowiązujących przepisach i zarządzeniach obowiązujących w danym kraju.